# هاميلتون ونايت
هاميلتون ونايت (بالإنجليزية: Hamilton Knight)‏ هو سياسي أسترالي، ولد في 9 ديسمبر 1888 في Sofala, New South Wales ‏ في أستراليا، وتوفي في 14 يناير 1964 في ماريكفيل ‏ في أستراليا. نشط حزبياً في حزب العمال الأسترالي. وقد انتخب عضو الجمعية التشريعية لنيو ساوث ويلز.